# Wojciech Tyszyński
Wojciech Tyszyński (ur. 12 grudnia 1984 w Sztumie) – polski kajakarz, kanadyjkarz, mistrz świata, medalista mistrzostw Europy, mistrz Polski, olimpijczyk z Pekinu (2008).

## Kariera sportowa
Był zawodnikiem klubu Victoria Sztum, treningi rozpoczął w 1996.

### Mistrzostwa świata
Jego największym sukcesem w karierze było mistrzostwo świata w 2005 w konkurencji C-4 1000 m (partnerami byli Andrzej Jezierski, Michał Śliwiński i Michał Gajownik). W tej samej konkurencji w 2003 wywalczył brązowy medal (partnerami byli Andrzej Jezierski, Adam Ginter i Roman Rynkiewicz. W 2007 zdobył brązowy medal w konkurencji C-2 1000 (w parze z Pawłem Baraszkiewiczem). Ponadto na mistrzostwach świata w 2006 zajął 4. miejsce w konkurencji C-4 1000 m, a w 2010 nie ukończył wyścigu w konkurencji C-1 5000 m.

### Igrzyska olimpijskie
Na Igrzyskach Olimpijskich w 2008 zajął 7 m. w konkurencji C-2 1000 m (z Pawłem Baraszkiewiczem).

### Mistrzostwa Europy
W 2005 został wicemistrzem Europy w konkurencji C-4 1000 m (partnerami byli Andrzej Jezierski, Michał Gajownik i Arkadiusz Toński), w 2008 wywalczył brązowy medal w konkurencji C-2 1000 m (z Pawłem Baraszkiewiczem). Ponadto zajmował miejsca: 2004 - 4. (C-4 500 m) i 4. (C-4 1000 m), 2005 - 6. (C-4 200 m), 2006 - 5. (C-1 1000 m), 2010 - 5. (C-2 1000 m).

### Mistrzostwa Polski
Był mistrzem Polski w konkurencjach C-1 200 m (2007), C-1 10000 m (2010) i w wyścigu długodystansowym (2009).

## Inne
W wyborach w 2010 bez powodzenia kandydował do rady powiatu sztumskiego z listy Porozumienia Samorządowego „Powiśle”.